# Comparativo das unidades de processamento gráfico da S3
Esta tabela contem informações gerais sobre as GPUs fabricadas pela S3 Graphics.